# Serge Akakpo
Serge Akakpo est un footballeur international togolais né le 15 octobre 1987 à Lomé (Togo), évoluant au poste de défenseur central.

## Biographie
Né le 15 octobre 1987 à Lomé capitale du Togo,,, Serge Akakpo est un footballeur international togolais qui évolue au poste de défenseur central dans l'équipe nationale du Togo.

### Parcours en club

#### Les premiers pas
Serge Akakpo commence le football au FCM Villepinte (Seine-Saint-Denis). À l'âge de 13 ans, alors qu'il est au centre de préformation du Paris Saint-Germain, il est repéré par un recruteur de l'AJ Auxerre.
En janvier 2001, il rejoint le centre de formation de la prestigieuse école de Guy Roux. Durant ses années de formation, il a comme camarades Younès Kaboul, Abou Diaby ou encore Mohamed Sissoko. Qualifié comme l'un des grands espoirs du club, il signe en 2005, son premier contrat professionnel avec son club formateur. 
De 2005 à 2009, il est balloté entre l’équipe première et l'équipe réserve de l'AJ Auxerre. Il est transféré fin décembre 2008 au FC Vaslui en Roumanie où il obtient plus de temps de jeu et débute même ses premiers matchs européens sous les ordres de Viorel Moldovan.

#### Le drame de Cabinda
En janvier 2010, pendant la Coupe d'Afrique des Nations, dans l'enclave de Cabinda, à la frontière entre le Congo-Brazzaville et l'Angola, Serge va frôler la mort lorsque le bus de la délégation togolaise est mitraillé. Il prend deux balles dans le dos, mais s'en sort miraculeusement. Ce drame va le marquer psychologiquement durant de longs mois et va même créer par la suite des tensions entre lui et ses dirigeants.

#### Le football d’après
Il quitte Vaslui en janvier 2011 pour rejoindre le club slovène de Celje où il retrouve une sérénité et joue quasiment la totalité des matchs. 
En janvier 2012, il est transféré au MŠK Žilina avec qui il fait le doublé Coupe-Championnat la même année. Ce sont ses premiers trophées en senior. Lors de son passage à Žilina, il s'impose comme l'un des meilleurs défenseurs du championnat.
En janvier 2014, il est transféré au Hoverla Oujhorod en Ukraine et signe un contrat de deux ans et demi.
Après un an et demi de qualité dans le championnat ukrainien et un transfert raté a l’Anzhi Makhachkala durant le mercato estival de 2014, c’est finalement un an plus tard que Serge atterrit à Trabzonspor dans le championnat turc. 
Il s’y impose comme un titulaire indiscutable dès sa première saison.
Fin Janvier 2017 il est transféré au Gaziantep Football Club a son retour de la Coupe d’Afrique des nations dans les toutes dernières heures du mercato hivernal. 
Après son passage à Gaziantep, Serge Akakpo s'engage en faveur de l'Arsenal Kiev en Septembre 2018.
Début 2019, il est tout proche de s’engager au Neuchâtel Xamax,,
Le 1er février 2019, il rejoint finalement Elazigspor jusqu'à la fin de la saison.

### Parcours en sélection
Passé par les différentes équipes de France de jeunes avec au compteur une cinquantaine de sélections, il est sacré champion d'Europe en 2004 avec les U17. Dans sa génération, on retrouve des joueurs comme Hatem Ben-Arfa, Jérémy Menez ou encore Karim Benzema. 
En 2008, il rejoint l’équipe nationale du Togo et en devient même le capitaine.
Avec une soixantaine de sélections et une participation à trois Coupes d’Afrique des Nations, il est l’un des joueurs les plus capés des Éperviers du Togo.

## Statistiques
| Saison    | Club         | Pays      | Championnat    | Championnat | Championnat | Championnat  | Championnat  | Coupes nationales | Coupes nationales | Coupes continentales | Coupes continentales | Coupes continentales |  |
| Saison    | Club         | Pays      | Division       | Matchs      | Buts        | Cartons      | Cartons      | Matchs            | Buts              | Type                 | Matchs               | Buts                 |  |
| --------- | ------------ | --------- | -------------- | ----------- | ----------- | ------------ | ------------ | ----------------- | ----------------- | -------------------- | -------------------- | -------------------- |  |
| Saison    | Club         | Pays      | Division       | Matchs      | Buts        | Carton jaune | Carton rouge | Matchs            | Buts              | Type                 | Matchs               | Buts                 |  |
| 2006-2007 | AJ Auxerre   | France    | CFA            | 23          | -           | -            | -            | -                 | -                 | -                    | -                    | -                    |  |
| 2008-2009 | AJ Auxerre   | France    | CFA            | 4           | -           | 1            | -            | -                 | -                 | -                    | -                    | -                    |  |
| 2008-2009 | FC Vaslui    | Roumanie  | Liga 1         | 4           | -           | 1            | -            | 1                 | -                 | -                    | -                    | -                    |  |
| 2009-2010 | FC Vaslui    | Roumanie  | Liga 1         | 14          | 2           | 2            | -            | 2                 | -                 | C3                   | 1                    | -                    |  |
| 2010-2011 | NK Celje     | Slovénie  | 1 SNL          | 13          | 1           | 1            | -            | -                 | -                 | -                    | -                    | -                    |  |
| 2011-2012 | NK Celje     | Slovénie  | 1 SNL          | 20          | 2           | 5            | -            | -                 | -                 | -                    | -                    | -                    |  |
| 2011-2012 | MŠK Žilina   | Slovaquie | Corgon Liga    | 10          | -           | -            | -            | 1                 | 1                 | -                    | -                    | -                    |  |
| 2012-2013 | MŠK Žilina   | Slovaquie | Corgon Liga    | 25          | 2           | 2            | 1            | 4                 | -                 | C1                   | -                    | -                    |  |
| 2013-2014 | MŠK Žilina   | Slovaquie | Corgon Liga    | 13          | 3           | 1            | -            | 2                 | 0                 | C3                   | 6                    | 0                    |  |
| 2013-2014 | FK Hoverla   | Ukraine   | Premier League | 10          | 1           | 1            | -            | -                 | -                 | -                    | -                    | -                    |  |
| 2014-2015 | FK Hoverla   | Ukraine   | Premier League | 19          | -           | 3            | -            | 2                 | 0                 | -                    | -                    | -                    |  |
| 2015-2016 | 1461 Trabzon | Turquie   | Lig A          | 14          | -           | 4            | -            | 5                 | 0                 | -                    | --                   | -                    |  |
| 2015-2016 | Trabzonspor  | Turquie   | Süperlig       | 3           | -           | -            | -            | -                 | -                 | -                    | -                    | -                    |  |

Dernière mise à jour le 27 février 2016

## Palmarès

### En club
- MŠK Žilina
  - Champion de Slovaquie en 2012.
  - Vainqueur de la Coupe de Slovaquie en 2012.

### En sélection
- France -17 ans
  - Vainqueur du Championnat d'Europe en 2004